# Anaxielídeos
 Anaxielídeos (Anaxyelidae) é uma família de vespas basais (ou seja, retendo características consideradas ancestrais; "Symphyta") da ordem de insetos Hymenoptera. Conta atualmente com apenas um único gênero vivente, Syntexis, e uma única espécie: Syntexis libocedrii, que é nativa do oeste da América do Norte. Trata-se de uma vespa-da-madeira relativamente grande e robusta, com cores variando do amarelo até o marrom avermelhado, com o abdômen listrado; como todas demais vespas basais, não possui uma "cintura de vespa" evidente pelo fato do abdômen seguir continuamente ao tórax. Syntexis libocedrii coloca seus ovos no tecido vascular de coníferas, apresentando preferência por árvores recentemente queimadas.
Todas as demais espécies do gênero estão extintas, registradas como fósseis que se extendem até a metade do período Jurássico, distribuídas por muitos outros gêneros, todos extintos.

## Gêneros
Subfamília Syntexinae
- Syntexis Rohwer, 1915 Western North America, Recent
- † Cretosyntexis Rasnitsyn & Martinez-Delclos, 2000 La Pedrera de Rubies Formation, Espanha, Início do Cretaceo (Barremiano)
- † Curiosyntexis Kopylov, 2019[5] Ola Formation Russia, Late Cretaceous (Campanian)
- † Daosyntexis Kopylov, Rasnitsyn, Zhang & Zhang, 2020 Daohugou, China, Middle Jurassic (Calloviano)[6]
- † Dolichosyntexis Kopylov, 2019[5] Zaza Formation, Russia, Early Cretaceous (Aptian)
- † Eosyntexis Rasnitsyn, 1990 Purbeck Group, United Kingdom, Early Cretaceous (Berriasiano) La Pedrera de Rubies Formation, Spain, Early Cretaceous (Barremian), Turga Formation, Russia, Aptian, Spanish amber, Early Cretaceous (Albian)
- † Orthosyntexis J. Gao, Engel, Shih, & T. Gao, 2021 Burmese amber, Myanmar, Late Cretaceous (Cenomaniano)[4]
- † Parasyntexis Kopylov, 2019[5] Khasurty, Zaza Formation, Russia, Early Cretaceous (Aptian)
- † Sclerosyntexis Wang, Ren, Kopylov & Gao, 2020 Burmese amber, Myanmar, Late Cretaceous (Cenomaniano)[7]

Subfamília Anaxyelinae
- † Anasyntexis Rasnitsyn, 1968 Karabastau Formation, Middle/Late Jurassic (Calloviano-Oxfordiano)
- † Anaxyela Martynov, 1925 Karabastau Formation, Middle/Late Jurassic (Calloviano-Oxfordiano)
- † Brachysyntexis Rasnitsyn, 1969 Daohugou, China, Middle Jurassic (Callovian), Karabastau Formation, Middle/Late Jurassic (Callovian-Oxfordian), Yixian Formation, China, Aptian, Khasurty, Zaza Formation, Russia, Início do Cretaceo (Aptiano)
- † Dolichostigma Rasnitsyn, 1968 Zaza Formation, Russia, Início do Cretaceo (Aptiano)
- † Kempendaja Rasnitsyn, 1968 Khaya Formation, Russia, Late Jurassic (Tithoniano)
- † Kulbastavia Rasnitsyn, 1968 Karabastau Formation, Middle/Late Jurassic (Callovian-Oxfordiano)
- † Mangus Kopylov, 2019[5] Dzun-Bain Formation, Mongolia, Início do Cretaceo (Aptiano)
- † Sphenosyntexis Rasnitzyn, 1969 Karabastau Formation, Middle/Late Jurassic (Callovian-Oxfordiano)
- † Syntexyela Rasnitsyn, 1968 Karabastau Formation, Middle/Late Jurassic (Callovian-Oxfordian), Yixian Formation, China, Aptiano
- † Urosyntexis Rasnitzyn, 1969 Karabastau Formation, Middle/Late Jurassic (Callovian-Oxfordian), Khasurty, Zaza Formation, Russia, Início do Cretaceo (Aptiano)